# Thalles
Thalles Lima de Conceição Penha (sinh ngày 18 tháng 5 năm 1995), còn được biết với tên đơn giản Thalles, là một cầu thủ bóng đá người Brasil thi đấu ở vị trí tiền đạo cho Albirex Niigata.

## Danh hiệu

### Câu lạc bộ
Vasco da Gama
- Campeonato Carioca: 2015

### Quốc tế
U-20 Brazil
- Toulon Tournament: 2014